# گروه باواریان آتو
گروه باواریان آتو (انگلیسی: Bavarian Auto Group) شرکت خودروسازی مصری است، که در سال ۲۰۰۳ تأسیس شد.